# 蔣箴
蔣箴（1405年—？），字良規，浙江台州府臨海縣人，民籍。明朝政治人物。進士出身。

## 生平
浙江鄉試中舉。宣德八年（1433年）癸丑科會試第三名，殿試登進士第二甲第二十名。正統四年二月授刑部主事，九年六月升本部员外郎，十三年二月升郎中。

## 家族
曾祖蔣參五，曾任台州府學提□。祖父蔣仲銘。父亲蔣象。嫡母金氏，生母李氏。具慶下。